# Easton (Maryland)
Easton es un pueblo ubicado en el condado de Talbot en el estado estadounidense de Maryland. En el año 2010 tenía una población de 15 945 habitantes y una densidad poblacional de 591 personas por km². Se encuentra a orillas de la bahía de Chesapeake.

## Geografía
Easton se encuentra ubicado en las coordenadas 38°46′18″N 76°4′14″O / 38.77167, -76.07056.

## Demografía
Según la Oficina del Censo en 2000 los ingresos medios por hogar en la localidad eran de $36.464 y los ingresos medios por familia eran $48.825. Los hombres tenían unos ingresos medios de $31.103 frente a los $25.411 para las mujeres. La renta per cápita para la localidad era de $21.520. Alrededor del 11,8% de la población estaba por debajo del umbral de pobreza.